# Escenificación del hallazgo de la Virgen del Sufragio (Benidorm)
La escenificación del hallazgo de la Virgen del Sufragio (conocida en valenciano como Mare de Déu del Sofratge) es una representación teatral que recrea la aparición de la imagen de la patrona de Benidorm en una embarcación a la deriva. Se celebra anualmente durante las Festes Majors Patronals de Benidorm, del 13 al 17 de noviembre. Está declarada Fiesta de Interés Turístico Autonómico.

## Historia
Según la tradición, el 16 de marzo de 1740 una pequeña embarcación sin tripulación llegó a las costas de Benidorm. Por miedo a que sus ocupantes hubieran muerto de peste, los vecinos decidieron quemar la barca en la orilla.  Una vez apagadas las llamas, unos niños hallaron entre las cenizas una imagen intacta de la Virgen con el Niño Jesús en brazos, que había viajado en la popa de la barca.  Este suceso fue interpretado como un milagro, y la imagen pasó a ser venerada como la Mare de Déu del Sofratge.
Aunque el hallazgo tuvo lugar en marzo, las festividades se trasladaron a noviembre para permitir la participación de los pescadores, que en primavera faenaban en alta mar.

## Representación teatral
Desde 1971, la Asociación Cultural y Recreativa La Barqueta organiza la escenificación en la Playa de Poniente, junto al Parque de Elche. La función se celebra el sábado por la tarde de las fiestas.  La representación recrea:
- La llegada de la embarcación a la deriva.[3][1]
- La quema simbólica del barco por temor a la peste.[3][1]
- El hallazgo milagroso de la imagen entre las cenizas.[4][3][1]
- El traslado de la imagen y la romería hasta la Iglesia Parroquial de San Jaime y Santa Ana.[4]

- La ofrenda de flores a la patrona.[4]

Durante el acto, la imagen se rescata “sin daño de las llamas”, y finaliza con salvas de honor y un bombardeo aéreo.

## Importancia cultural y turística
La escenificación atrae cada año a centenares de benidormenses y turistas.  El acto refuerza la identidad de Benidorm como antiguo pueblo pesquero y contribuye a que noviembre mantenga alta ocupación turística en la ciudad.

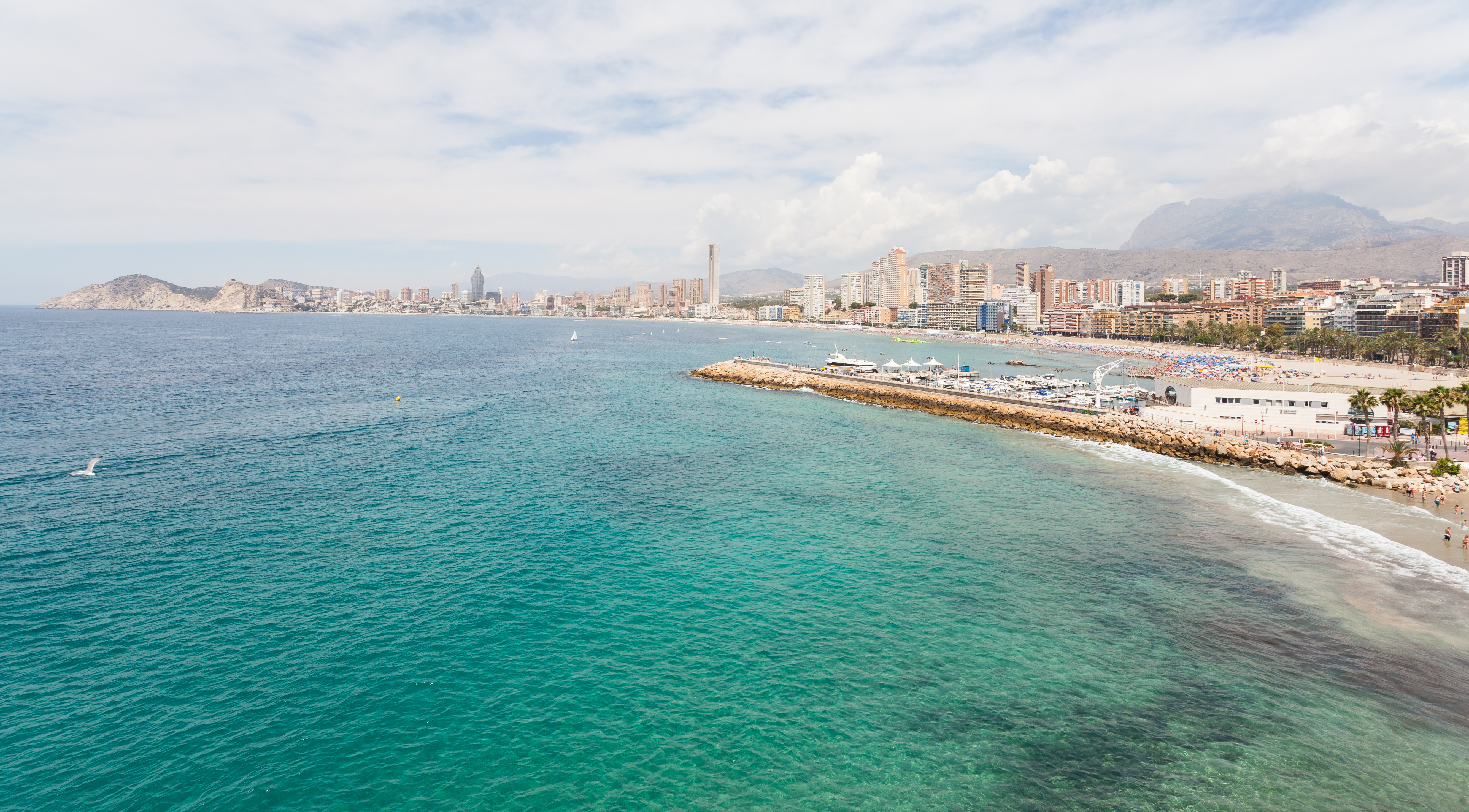
Playa de Poniente

## Relación con la pesca y el mar
La escenificación del Hallazgo está estrechamente vinculada a la tradición pesquera de Benidorm, que durante siglos dependió de la actividad marinera como principal sustento económico y cultural.   Los tres pescadores protagonistas de la leyenda simbolizan este vínculo del pueblo con el mar.

## Eventos relacionados
- Ofrenda de flores :  acto en el que los participantes rinden homenaje a la Virgen, llevando flores por las calles.[7][1]
- Cabalgata del Humor : desfile en el que participan diferentes grupos y asociaciones de la ciudad.[7][1]
- Desfile de carrozas :desfile que muestra diversas carrozas decoradas, con música y color.[7][1]
- Gran castillo de fuegos artificiales :exhibición pirotécnica que tiene lugar al finalizar las festividades.[7][1]
- Despertà en honor a la Virgen del Sufragio.[7]

- Misa de réquiem  en la Iglesia de San Jaime y Santa Ana.[7]